# Isopterygium albescens
Isopterygium albescens là một loài Rêu trong họ Hypnaceae. Loài này được (Hook.) A. Jaeger mô tả khoa học đầu tiên năm 1878.